# Abacetus aberrans
Abacetus aberrans là một loài bọ chân chạy thuộc phân họ Pterostichinae. Loài này được Straneo mô tả lần đầu năm 1943 và được phát hiện ở Tanzania, châu Phi.